# Representações culturais de Henrique VIII de Inglaterra
Henrique VIII de Inglaterra tem sido retratado muitas vezes na cultura popular.

## Literatura
- Henry é a personagem central de Henry VIII, de William Shakespeare
- Henry é uma personagem no romance The Prince and the Pauper, de Mark Twain
- Henry é uma personagem no romance When Knighthood Was in Flower de Charles Major, que conta a história de Mary, irmã de Henry.
- Henry é a personagem central em A Man for All Seasons de Robert Bolt, que narra a história do relacionamento entre Henry e Sir Thomas More. Keith Baxter foi o primeiro a desempenhar o papel no Broadway.
- Henry é uma personagem no romance The Autobiography of Henry VIII de Margaret George
- Henry é um personagem principal de apoio em numerosos romances detalhando a vida das suas mulheres, incluindo os de Jean Plaidy, Margaret Campbell Barnes, Suzannah Dunn, Robin Maxwell, Philippa Gregory, Brandy Purdy, Lauren Gardiner and Carolly Erickson
- Henry é um personagem principal de apoio em numerosos romances detalhando a vida dos seus filhos, incluindo My Lady Elizabeth de Alison Weir, bem como os de Caroline Meyers e Rosalind Miles
- Henry faz uma curta aparição na Shardlake Series de C. J. Sansom, definido durante o seu reinado

## Cinema
Henry foi retratado no cinema muitas vezes. Ele foi interpretado por: 
- Arthur Bourchier em Henry VIII (1911), desdramatizando uma parte da peça de Shakespeare
- Emil Jannings no filme mudo alemão Anna Boleyn (1920)
- Albert Schreiber no filme mudo austríaco Bettelknabe und Prinz (1920), uma versão de O Príncipe e o pedinte
- Lyn Harding em Quando estava em Flor (1922) e no filme francês Les Perles de la Couronne(1937)
- Shep Camp no filme mudo Hampton Court Palace (1926)
- Charles Laughton em The Private Life of Henry VIII (1933), pelo qual ele ganhou um Oscar e Young Bess (1953), sobre os primeiros dias de Isabel I
- Frank Cellier em Tudor Rose (1936), acerca de Lady Jane Gray
- Montagu Love em O Príncipe e o pedinte (1937)
- Arthur Dibbs em We Do Believe in Ghosts (1947), interpretando o fantasma de Henry
- James Robertson Justice em A Espada e a Rosa (1953), uma adaptação de Quando estava em Flor
- Douglas Campbell em O Príncipe e o pedinte (1957)
- Robert Shaw em A Man for All Seasons (1966)
- Richard Burton em Anne dos Mil Dias (1969), pelo qual ele foi nomeado para um Oscar
- Sid James na comédia Carry On Henry (1971)
- Keith Michell em Henry VIII and his Six Wives (1972), retomando o seu papel em TV (ver em baixo)
- Charlton Heston em Crossed Swords (1977), uma adaptação de O Príncipe e o pedinte
- Keith Barron em God's Outlaw (1986), sobre o reformador protestante William Tyndale
- Eric Bana em The Other Boleyn Girl (2007)

## Televisão
Henry foi retratado em televisão muitas vezes. Ele foi interpretado por: 
- Rex Harrison, em O Julgamento de Anne Boleyn, episódio da série americana educacional Omnibus (1952)
- Paul Rogers em O Príncipe e o pedinte (1962), parte da série americana Disneyland
- Jack Fife no A rapariga que nunca teve um aniversário, episódio da American Sitcom I Dream of Jeannie (1966)
- Keith Michell na série da BBC The Six Wives de Henry VIII (1970) e O príncipe e os pedinte (1996)
- Ronald Long em "Como não se perde a sua cabeça para Henry VIII", no American Sitcom Bewitched (1971)
- Manuel da Nóbrega em O Príncipe e o Mendigo (1972), uma adaptação brasileira de O Príncipe e o pedinte
- John Stride na versão da BBC de Henry VIII de Shakespeare (1979)
- Martin Chamberlain na filme para TV A Man for All Seasons (1988)
- Philippe Rouillon numa versão francesa de Henry VIII de Shakespeare (1991)
- Brian Blessed no filme de humor da BBC The Nearly Complete and Utter History of Everything (1999)
- Alan Bates na dramatização britânica de O Príncipe e o pedinte (2000)
- Jared Harris na adaptação da BBC, The Other Boleyn Girl (2003)
- Ray Winstone na série da Granada Television Henry VIII (2003). Winstone retratou Henry com sotaque de Londres. Sid Mitchell interpretou Henry como um homem jovem
- Jonathan Rhys Meyers na série The Tudors (2007-2010)
- Henry é retratado na nova campanha Snickers.
- Max Parker na série Sexo, sangue e realeza (2022)

## Música
Em 1910, Fred Murray e R. P. Weston escreveram uma canção music hall, "I'm Henery the Eighth, I Am", que fala das seis mulheres de Henry VIII, embora a letra deixe claro que, na verdade, é sobre um homem chamado Henry, que é o oitavo com esse nome para ter casado com a mulher, em alusão a canção. Tornou-se uma canção de assinatura de Harry Champion, e tornou-se um hit #1 no Billboard Hot 100 nos EUA, quando foi reavivado em 1965 pela banda de rock britânica Herman's Hermits. 
Em 1973, Rick Wakeman da banda de rock progressivo Yes lançou The Six Wives of Henry VIII, um álbum composto por seis trilhas instrumentais dedicadas a cada uma das esposas de Henry. A listagem das faixas não é cronologicamente correcta, dado que o álbum contém a lista das esposas na seguinte ordem: 
- Catarina de Aragão
- Ana de Cleves
- Catherine Howard
- Jane Seymour
- Ana Bolena
- Catherine Parr

Nas notas, Wakeman explicou: "Este álbum é baseado em torno das minhas interpretações musicais caracterizando as esposas de Henry VIII. Embora o estilo não possa estar permanentemente em conformidade com a sua história individual, por ser a minha concepção pessoal dos seus personagens em relação aos instrumentos de teclado." 
Uma lenda dizia que a canção "Greensleeves" foi escrita por Henry. Diz-se então que ela foi composta para a sua amante e futura rainha, Ana Bolena. No entanto, não há provas de que ele era o autor e a música é escrita num estilo que não era conhecido na Inglaterra antes de Henry falecer.